# Micubiši A6M
Při přepisu japonštiny byla použita česká transkripce
U japonských jmen je rodné jméno uváděno na prvním místě a rodové jméno na druhém
Micubiši A6M (známý pod neoficiálním označením Zero – anglicky „nula“) byl palubní stíhací letoun japonského císařského námořního letectva, který během druhé světové války sloužil v japonském císařském námořnictvu a po válce i v Číně.
V japonském námořnictvu byl letoun označován jako palubní stíhací letoun typ 0 (japonsky 零式艦上戦闘機, Rei-šiki kandžó sentóki) nebo zkratkami Reisen a Zerosen (dvě možná čtení znaků 零戦). Mezi Spojenci znám jako Zero (i přesto, že oficiální kódové jméno bylo Zeke, případně Serial 48, a pro pozdější verzi A6M3 Hap a Hamp).
Jeho vývoj začal v roce 1937 jako náhrada za typ A5M s maximální rychlostí převyšující 500 km/h, lepší výzbrojí, obratností a stoupavostí. Vznikl tak palubní stíhač, který se vyrovnal stíhačkám startujícím z pozemních letišť.

## Vývoj

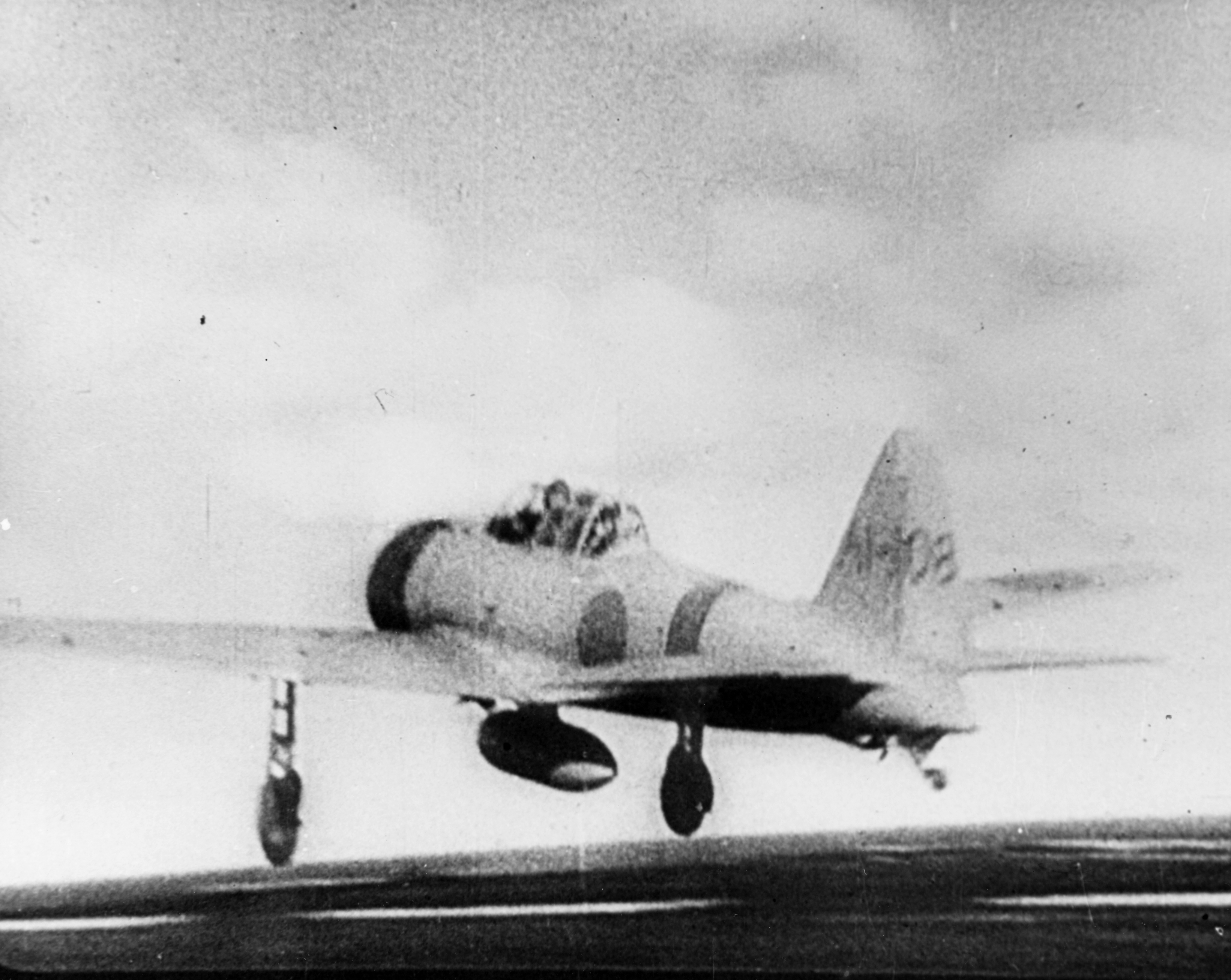
Micubiši A6M2b model 21 s kódem AI-108 startující z letadlové lodě Akagi během útoku na Pearl Harbor

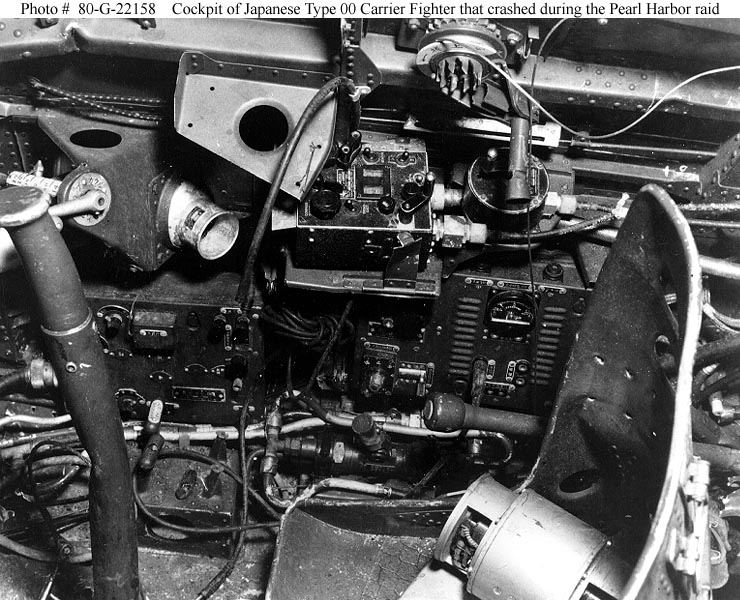
Pravá strana kokpitu stroje A6M2b model 21 AI-154 z Akagi. AI-154 narazil do budovy 52 ve Fort Kamehameha během útoku na Pearl Harbor. Pilot ittó hikó heisó (一等飛行兵曹 ~ četař) Takaši Hirano nepřežil

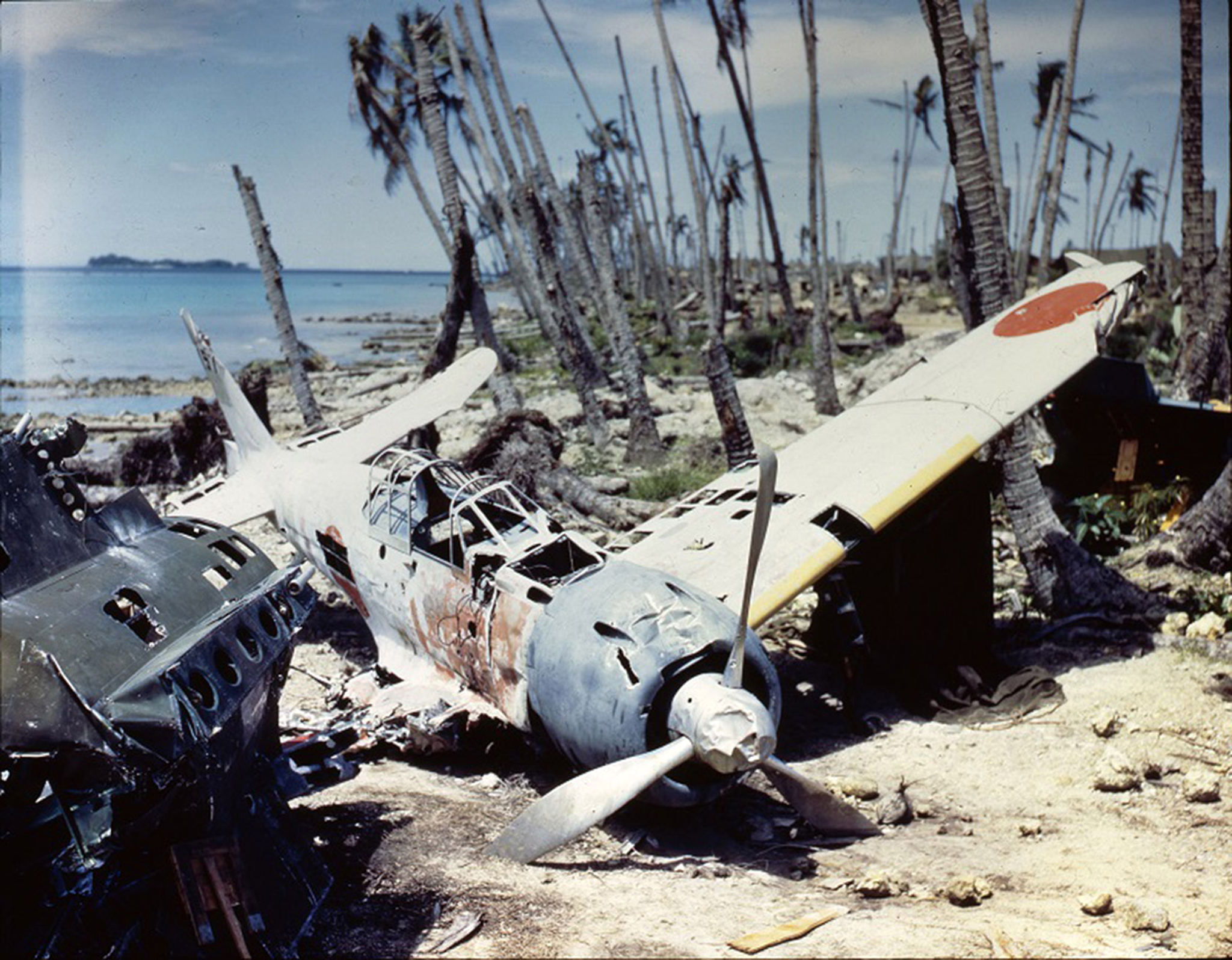
Vrak A6M3 model 32 s kódem T2-157 od kókútai 204 na letišti Munda, Šalomounovy ostrovy, 1943

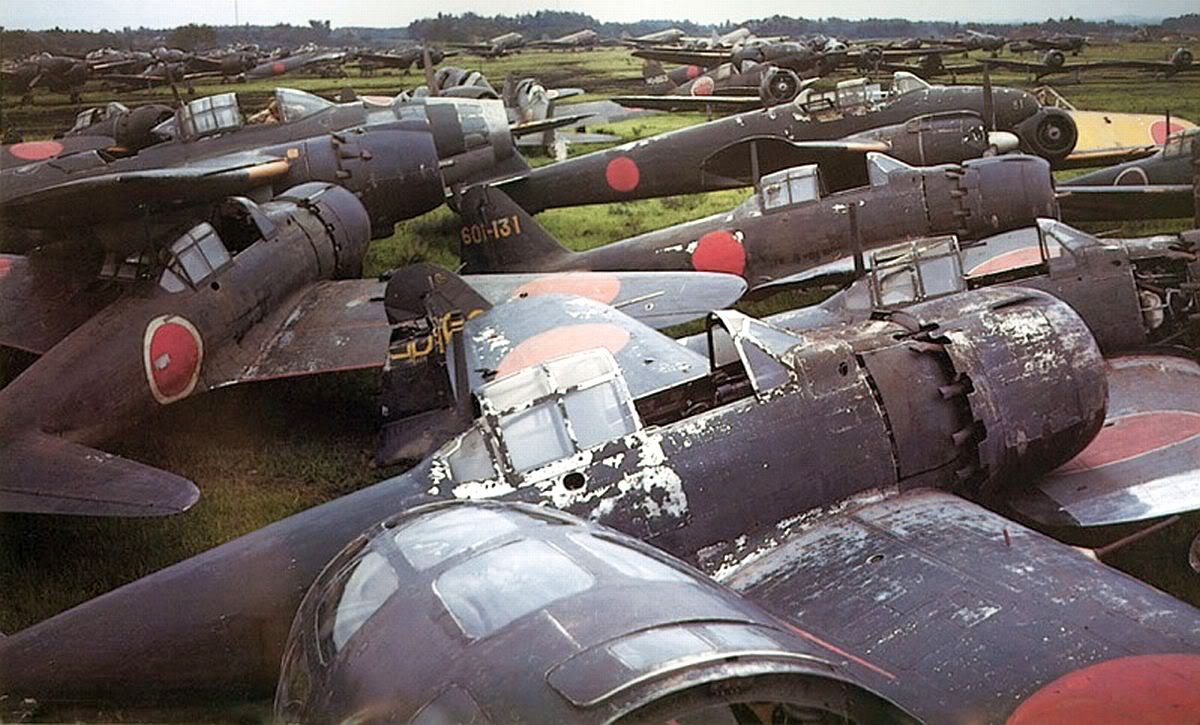
Opuštěná A6M5 model 52 na konci války na námořní základně Acugi. Stroj s kódem 601-131 patřil kókútai 601

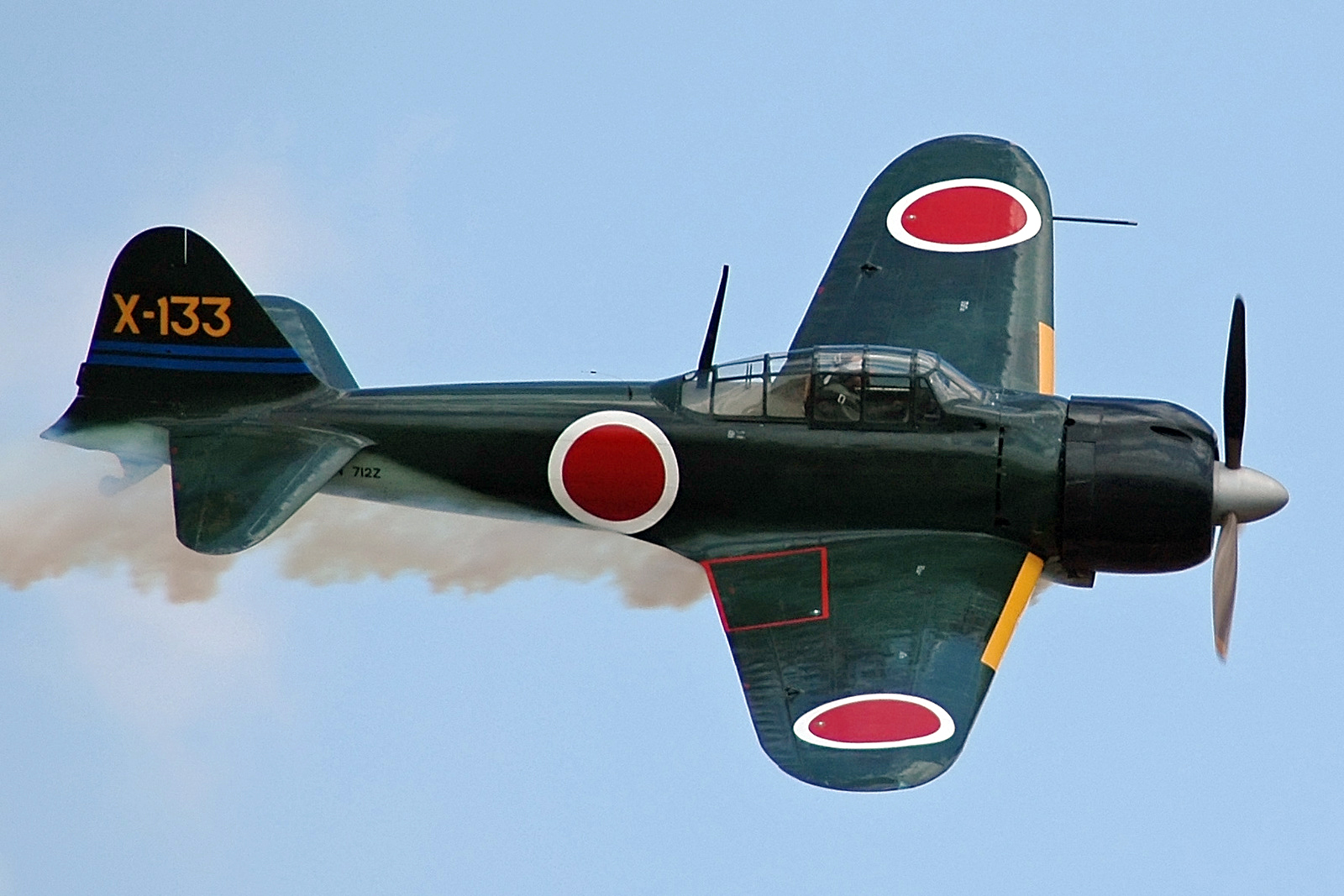
Letuschopná replika A6M3 model 22 X-133 (registrace NX712Z, ex NX6582L) s motorem Pratt & Whitney R-1830-75 – kryt motoru připomíná spíše A6M8, výrobním číslem se replika odkazuje na A6M3 model 22 výrobního čísla 3869 od neznámé kókútai a markingem na A6M2 model 21 „33“ (pravděpodobně X-133 nebo X2-133) od kókútai 202. Oba historické stroje byly nalezeny na letišti Babo v dnešní indonéské provincii Západní Papua

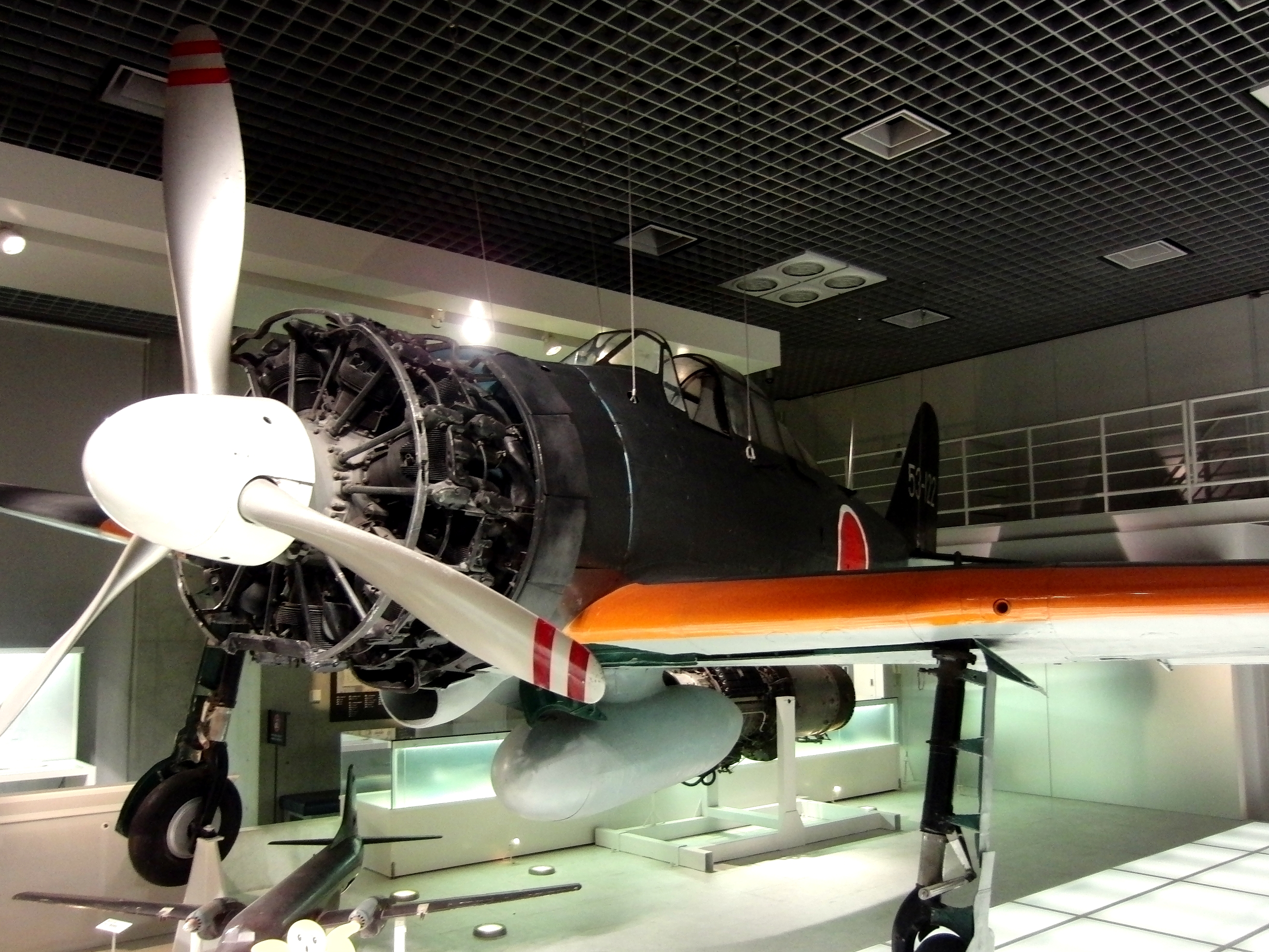
A6M2b model 21 s kódem 53-122 (v.č. 31870) byl vyroben firmou Nakadžima a původně přiřazen ke kókútai 253 v Rabaulu. Při ústupu kú 253 z Rabaulu v únoru 1944 byl ponechán jako neletuschopný na místě a přiřazen k Dai 105 kókú kičitai (第１０５航空基地隊 ~ 105. letecká základna). Ta jej opravila a v říjnu 1944 přestavěla na dvoumístnou verzi. Při návratu z průzkumného letu 18. ledna 1945 mu došlo palivo a pilot Kentaro Mijagoši s ním nouzově přistál na hladinu u mysu Lambert. Pilot i neznámý pozorovatel přežili, ale 53-122 se potopil do hloubky 13 metrů. V srpnu 1972 byl vyzdvižen a po složitých peripetiích nakonec skončil v tokijském Kokuricu Kagaku Hakubucukan (国立科学博物館 ~ Národní přírodovědecké muzeum)

Jeho vývoj začal v roce 1937, když Kaigun kókú honbu (海軍航空本部 ~ Letecký úřad císařského námořnictva) vydal požadavky na nový palubní stíhací letoun, který by nahradil tou dobou do výzbroje přijímaný A5M. Požadována byla obratnost stejná, jako u A5M, ale výzbroj posílená o dva 20mm kanóny, maximální rychlost 270 uzlů (500,04 km/h) ve výšce 4000 metrů, přistávací rychlost méně než 58 uzlů (107,42 km/h) a start na nejvýše 70 metrech dráhy. Osloveny byly firmy Micubiši a Nakadžima, ale Nakadžima pro náročnost požadavků z tendru odstoupila.
U Micubiši se úkolu ujal tým konstruktéra Džiró Horikošiho, který navrhl lehký dolnoplošník s dvouhvězdicovým čtrnáctiválcovým motorem Micubiši MK2 Zuisei 12 o výkonu 870 koní (639,88 kW) pohánějícím dvoulistou vrtuli, zatahovacím podvozkem (poprvé u stíhačky císařského námořnictva) a zakrytou kabinou pilota. Vznikl tak první palubní stíhač, který se vyrovnal stíhačkám startujícím z pozemních základen.
Prototyp byl dokončen v březnu 1939 v Nagoji a následně podroben testům na námořní letecké základně Kagamigahara, kde 1. dubna 1939 proběhl jeho první let, který provedl Katsuzo Shimo. Později byla dvoulistá vrtule nahrazena třílistou kovovou stavitelnou vrtulí. V září byl stroj přijat k testování jako A6M1. 18. října roku 1939 se do zkušebního programu zapojil také druhý, plně vyzbrojený prototyp. V prosinci 1939 začaly testy u Jokosuka kókútai (横須賀航空隊 ~ Jokosucká letecká skupina/pluk). Druhý prototyp A6M1 během zkušebního letu dne 11. března 1940 havaroval při střemhlavém letu.
Zástavbou výkonnějšího motoru Nakadžima Sakae 12 o vzletovém výkonu 582 kW vznikl třetí prototyp, který poprvé vzlétl 18. ledna 1940. Námořnictvo objednalo výrobu dalších šestnácti předsériových strojů a posléze i 37 kusů sériové verze A6M2. Reiseny byly vyzbrojeny dvojicí 20mm kanónů vz. 99 v křídle a dvojicí synchronizovaných kulometů vz. 97 ráže 7,7 mm uloženou v trupu před kabinou. V červnu bylo 15 strojů nasazeno v Číně v rámci 12. kókútai.
Zároveň probíhaly palubní testy na letadlové lodi Kaga, po jejichž ukončení byl typ 31. července 1940 oficiálně přijat do výzbroje císařského námořního letectva jako A6M2 model 11. Po zavedení následující verze A6M2b model 21 bývá tato verze označována jako A6M2a. Od 22. vyrobeného A6M2 byl do křídla instalován zesílený nosník.
Letouny vybavené ručně sklopným koncovým obloukem křídla byly označovány jako A6M2b model 21. Tato úprava byla prováděna při sériové výrobě na všech A6M2 počínaje 65. strojem. Od 127. letounu byla křidélka vybavena stavitelnými trimry. V listopadu 1941 byla zahájena výroba A6M2 rovněž v závodech Nakadžima v Koizumi, prefektura Gumma.
V roce 1942 se k útvarům poprvé dostala verze A6M3 model 32 s výkonnějším motorem Nakadžima NK1F Sakae 21, vybaveného dvourychlostním kompresorem, který dosahoval vzletového výkonu o 843 kW. Menší dolet byl důsledek zmenšené trupové palivové nádrže z 98 na 60 l, která musela uvolnit místo vzad posunuté požární přepážce. Nový stroj postrádal sklopný koncový oblouk, který konstruktéři nahradili rovným zakončením, zkracujícím rozpětí na 11 m. Celková výroba dosáhla počtu 543 kusů.
Další sériovou variantou se stal typ A6M3 model 22, který měl opět křídlo s okrouhlým sklápěcím koncem a navíc 45l palivovou nádrž v každé polovině křídla. Utěsněné komory v křídle měly dopomoci k delšímu setrvání stroje na hladině v případě nouzového přistání. Nejméně tři stroje[zdroj⁠?!] byly pokusně vybaveny kanóny typu 2 ráže 30 mm v křídlech a byly zkoušeny v bojích proti spojeneckým bombardérům v oblasti Rabaulu.
Letouny s označením A6M3a model 22A nesly kanóny 99 model 2 ráže 20 mm s delší hlavní s mírně rozšířeným ústím. A6M2 i A6M3 mohly nést pod každou polovinou křídla po jedné pumě s hmotností do 60 kg.
Označení A6M4 náleželo dvěma pokusným strojům A6M2, které měly instalovanou pohonnou jednotku Sakae s turbokompresorem. Konstrukcí i praktickými zkouškami se zabýval arzenál v Jokosuce. Pro nedostatek speciálních slitin, nutných pro výrobu a funkci turbokompresorů, byl projekt zrušen.
U modifikace A6M5 model 52 došlo k zesílení potahu křídla, které opět postrádalo sklápěcí mechanismus a došlo také ke zvětšení plochy křidélek. Spaliny z dvouhvězdicového čtrnáctiválce Sakae 21 byly vyvedeny jednotlivými ejektory, které při letu vykazovaly přídavný tah.
Subvarianta A6M5a model 52A obdržela pro dosahování vyšší střemhlavé rychlosti ještě silnější potahový plech křídla. V něm byly instalovány 20mm kanóny typ 99 model 2 Mark 4 se střelivem v pásech, což umožnilo jeho zvýšení zásoby z 99 kusů na 125 kusů nábojů. Výroba byla zahájena od března roku 1944.
U strojů Micubiši A6M5b model 52b se poprvé objevila ochrana nádrží automatickým hasicím zařízením s CO2 a 50 mm pancéřové čelní sklo kabiny pilota. Palebnou sílu umocnila záměna jednoho trupového kulometu ráže 7,7 mm za 13,2mm kulomet typu 3. Výroba typu započala v dubnu roku 1944.
U 93 exemplářů A6M5c model 52C byla zlepšena pasívní ochrana pilota přidáním pancéřové desky za jeho sedačku, kam byla pro zvýšení doletu instalována rovněž 70 l samosvorná nádrž pro zvýšení doletu. Výzbroj byla zesílena zabudováním 13,2mm kulometů typu 3 vně každého kanónu v křídle. V trupu pak zůstal pouze jeden 13,2mm kulomet. U „Zera“ se také poprvé objevily speciální malé závěsy na spodní straně křídel pro raketové střely typu vzduch-vzduch. V okolí uložení zbraní byl opět zesílen potah křídel.
Až na konci roku 1944 se objevila verze A6M6c model 53C se silnějším motorem Sakae model 31A opatřený zařízením pro vstřikování vody a methanolu pro krátkodobé zvýšení výkonu. Sériové letouny již byly vybaveny samosvornými nádržemi v křídlech. Vzniklo však pouze několik kusů, protože továrna Nakadžima, kde se motory montovaly, byla z velké části zničena.
Další verzí byla A6M7 model 63 se zpevněnou ocasní částí, šlo o stíhačky přestavěné na střemhlavé bombardéry, ale i před touto verzí vznikly stovky letounů určené pro útoky kamikaze. Na místě přídavné nádrže pod trupem byl montován pumový závěsník, kam mohla být umístěna puma o hmotnosti 250, nebo 500 kg. Pod křídlem pak mohly být zavěšeny dvě přídavné palivové nádrže po 150 l. Dodávky A6M7 začaly v květnu 1945.
Vývojovou řadu Reisenů završil typ A6M8c model 54C, poháněný větším a silnějším motorem Micubiši MK8K Kinsei 62 se vzletovým výkonem 1163 kW, uloženým v zesíleném motorovém loži v upravené přední části trupu pod krytem pozměněného tvaru. Výzbroj byla nyní pouze v křídle a skládala se z dvojice 20mm kanónů a dvou kulometů ráže 13 mm. K sériové výrobě již nedošlo, postaveny byly jen dva prototypy.
Nástupce Zera měl být Micubiši A7M Reppú, ale problémy s jeho vývojem způsobily, že Zero zůstalo hlavním stíhacím typem japonského námořního letectva až do konce války.

## Speciální verze
První exemplář z 508 kusové série dvoumístné verze A6M2-K model 11 byl dohotoven v listopadu 1943. Původní drak byl upraven pouze instalací dvoumístné kabiny se zdvojeným řízením a umístěním dvou malých horizontálních plošek na bocích zadní části trupu, které napomáhaly při vybírání vývrtky. Snaha o úsporu hmotnosti vedla k demontáži křídelních kanónů, odstraněny byly rovněž kryty podvozkových kol. Produkce byla zahájena na konci roku 1943, licenční stavba od roku 1944 probíhala také u firmy Hitači Kókúki K.K.
Další dvoumístnou verzí bylo celkem sedm prototypů A6M5-K model 22 s rozdílným motorovým krytem a křídlem. První prototyp byl dohotoven v březnu roku 1945.
Pod neoficiálním označením A6M5d-S bylo modifikováno několik kusů A6M5 na noční stíhací verzi, která měla umístěn další 20mm kanón v trupu za kabinou, jehož hlaveň vyčnívala na levé straně trupu šikmo vzhůru-tzv. Schräge Musik. Tyto stroje napadaly svazy letounů Boeing B-29 Superfortress v jednotkách protivzdušné obrany japonských ostrovů.
Z typu A6M2 model 11 vycházel také plovákový letoun Nakadžima A6M2-N model 21 „Rufe“.

## První Zero zkoumané Spojenci

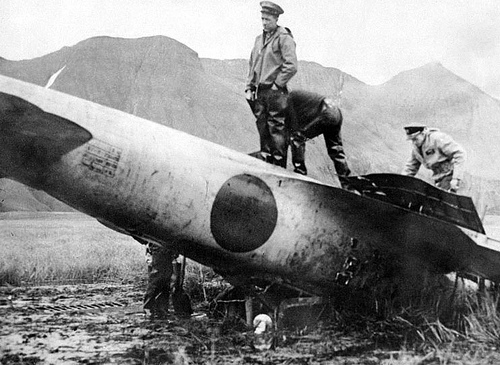
„Zero z Akutanu“ (A6M2b DI-108) zkoumané Američany 11. července 1942

O nové japonské stíhačce byly USA informovány velitelem americké dobrovolnické skupiny Létající Tygři v Číně Clairem Chennaultem. Poprvé mohli Spojenci prozkoumat vrak nové zbraně nepřítele poté, co bylo 20. května 1941 při útoku na letiště Tchajping-su a Šuanglin poblíž Čcheng-tu sestřeleno protiletadlovou palbou jedno A6M2 od 12. kókútai. Jednalo se vůbec o první Zero ztracené v akci. Na základě nálezu byla odhadnuta výkonnostní tabulka pro nový stroj, která byla až pozoruhodně přesná. Hlášení se ale ztratilo v Singapuru mezi ostatními zpravodajskými informacemi. O to bylo překvapení nad Pearl Harborem, v Malajsii a na Filipínách větší.
Vůbec první téměř nepoškozené Zero se dostalo do rukou Číňanů ještě před Pearl Harborem, když 26. listopadu 1941 nouzově přistála dvě A6M2 od Tainan kókútai na pláži poloostrova Lejčou v jižní Číně. Zero V-174, které pilotoval nitó hikó heisó (二等飛行兵曹 ~ desátník) Taka-aki Šimohigaši, bylo při přistání poškozeno a tak ho Číňané pouze ukryli. A6M2b V-172 výrobního čísla 3372, které pilotoval ittó hikó heisó (一等飛行兵曹 ~ četař) Šimezoh Inoue, bylo ale pouze lehce poškozeno a Číňané ho nejprve ukryli, rozebrali a posléze převezli do neokupované části Číny. Později bylo Zero 3372 převezeno do Států. Toto bylo opravdu první Zero, které se dostalo do rukou Spojenců v relativně nepoškozeném stavu, ale vzhledem ke komplikované a zdlouhavé přepravě z Číny jeho testy začaly až po „Akutanském Zeru“ DI-108 v. č. 4593. V-172 nesl jeden šikmý žlutý pruh na trupu, který určoval příslušnost k čútai (中隊 ~ devítičlenná sekce), a dva horizontální modré pruhy na svislé ocasní ploše jako označení osobního stroje buntaičó (分隊長 ~ velitel letky), kterým byl tai'i (大尉 ~ poručík) Kikuiči Inano.
V červnu 1942 spojenci získali téměř nepoškozený vzorek letounu A6M2b DI-108 (výrobní číslo 4593) z letadlové lodě Rjúdžó, který nouzově přistál na ostrově Akutan poblíž Dutch Harboru během japonského útoku na Aleuty. Následné zkoušky ve Státech (první let se uskutečnil 20. září 1942) ukázaly jeho nedostatky.

## Bojové nasazení

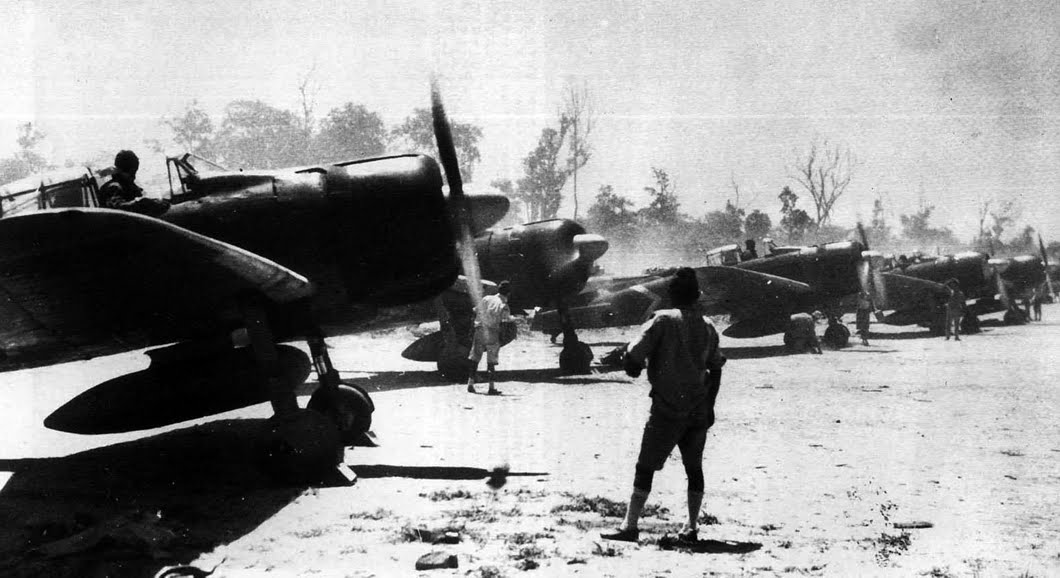
A6M2 z letadlové lodě Zuikaku se připravují na bojový let nad Rabaulem

Na začátku války Zero překonal kterýkoli spojenecký letoun na pacifickém bojišti. V bitvě u Midway Američané nasadili proti Zerům ve verzi A6M2 své Wildcaty ve verzi F4F-4. Proti nim měla Zera stále ještě výhodu lepší obratnosti a stoupavosti, ale těžší Wildcat byl rychlejší ve střemhlavém letu, měl samosvorné nádrže a pancéřovanou kabinu. Koncem roku 1942 se na bojišti objevila nová verze: A6M3 s „useknutými“ koncovými oblouky. Nové, silnější a lépe pancéřované letouny, jako například Corsairy a Hellcaty ale postupně získaly převahu.

## Specifikace (A6M2)

Micubiši A6M2b

### Technické údaje
- Posádka: 1
- Délka: 9,05 m[14]
- Rozpětí: 12,00 m[14]
- Rozpětí se složenými křídly: 10,955 m[14]
- Výška: 3,525 m[14]
- Plocha křídel: 22,44 m2[14]
- Hmotnost (prázdný): 1 680 kg
- Hmotnost (naložen): 2 410 kg
- Pohonná jednotka: 1 × 14válcový hvězdicový motor Nakadžima Sakae 12 o výkonu 709 kW
- Štíhlost křídla: 6,4

### Výkony
- Maximální rychlost: 533 km/h
- Dolet: 3 105 km
- Dostup: 10 000 m
- Stoupavost: 15,7 m/s
- Zátěž křídel: 107,4 kg/m2
- Výkon/Hmotnost: 294 W/kg

### Výzbroj
- 2 × synchronizovaný kulomet typu 97 ráže 7,7 mm v kapotě motoru. U pozdějších verzí A6M byl kulomet typu 97 nahrazen velkorážným 13,2 mm kulometem typu 3.
- 2 × 20mm pevné kanóny typu 99 v křídlech.

- Pumy:
  - 2× 30kg a
  - 1× 60kg pumy nebo
  - 2× 250kg puma

## Přehled verzí
Následující tabulka reprezentuje vývoj jednotlivých verzí A6M (nejsou zahrnuty odvozené verze, jako například A6M2-N nebo A6M2-K).
| Motor              | Model                  | Model                  | Model                  | Model                  | Model                  | Model                  | Model                     | Model                      | Model                      | Model                      | Model                      | Křídlo                          |
| ------------------ | ---------------------- | ---------------------- | ---------------------- | ---------------------- | ---------------------- | ---------------------- | ------------------------- | -------------------------- | -------------------------- | -------------------------- | -------------------------- | ------------------------------- |
| Sakae 12           | 11 (A6M2a)             |                        |                        |                        |                        |                        |                           |                            |                            |                            |                            | pevné koncové oblouky           |
| Sakae 12           | └→                     | 21 (A6M2b)             | →                      | →                      | →                      | →                      | 41 (projekt)              | 41 (projekt)               |                            |                            |                            | sklopné koncové oblouky         |
| Sakae 21           |                        | └→                     | 32 (A6M3)              |                        |                        |                        |                           |                            |                            |                            |                            | zkrácené, bez koncových oblouků |
| Sakae 21           |                        |                        | └→                     | 22 (A6M3)              | 22a (A6M3a)            |                        |                           |                            |                            |                            |                            | sklopné koncové oblouky         |
| Sakae 21, 31a, 31b |                        |                        |                        |                        | └→                     | 52 (A6M5)              | 52a (A6M5a)               | 52b (A6M5b)                | 52c (A6M5c)                | →                          | 62 (A6M7)                  | zkrácené, pevné koncové oblouky |
| Sakae 31           |                        |                        |                        |                        |                        |                        |                           |                            | ├→                         | 53 (prototyp A6M6)         | 63 (A6M7)                  | zkrácené, pevné koncové oblouky |
| Kinsei 62          |                        |                        |                        |                        |                        |                        |                           |                            | └→                         | 54 (prototyp A6M8)         | 64 (A6M8)                  | zkrácené, pevné koncové oblouky |
| Výzbroj a ochrana  | kanón typu 99 č. 1     | kanón typu 99 č. 1     | kanón typu 99 č. 1     | kanón typu 99 č. 1     | kanón typu 99 č. 2     | kanón typu 99 č. 2     | kanón typu 99 č. 2        | kanón typu 99 č. 2         | kanón typu 99 č. 2         | kanón typu 99 č. 2         | kanón typu 99 č. 2         | 20mm kanón                      |
| Výzbroj a ochrana  | 60/hlaveň              | 60/hlaveň              | 100/hlaveň             | 100/hlaveň             | 100/hlaveň             | 100/hlaveň             | 125/hlaveň (nábojový pás) | 125/hlaveň (nábojový pás)  | 125/hlaveň (nábojový pás)  | 125/hlaveň (nábojový pás)  | 125/hlaveň (nábojový pás)  | palebný průměr 20mm kanónů      |
| Výzbroj a ochrana  | 7,7mm kulomet typu 97  | 7,7mm kulomet typu 97  | 7,7mm kulomet typu 97  | 7,7mm kulomet typu 97  | 7,7mm kulomet typu 97  | 7,7mm kulomet typu 97  | 7,7mm kulomet typu 97     | 13,2mm kulomet typu 3      | 13,2mm kulomet typu 3      | 13,2mm kulomet typu 3      | 13,2mm kulomet typu 3      | synchronizovaný kulomet         |
| Výzbroj a ochrana  | žádná                  | žádná                  | žádná                  | žádná                  | žádná                  | žádná                  | žádná                     | postupné přidávání ochrany | postupné přidávání ochrany | postupné přidávání ochrany | postupné přidávání ochrany | pasivní ochrana                 |
| Výzbroj a ochrana  | 2× 20 kg nebo 2× 60 kg | 2× 20 kg nebo 2× 60 kg | 2× 20 kg nebo 2× 60 kg | 2× 20 kg nebo 2× 60 kg | 2× 20 kg nebo 2× 60 kg | 2× 20 kg nebo 2× 60 kg | 2× 20 kg nebo 2× 60 kg    | 250 kg                     | 250 kg                     | 250 kg                     | 500 kg                     | pumy                            |